# Гаґана

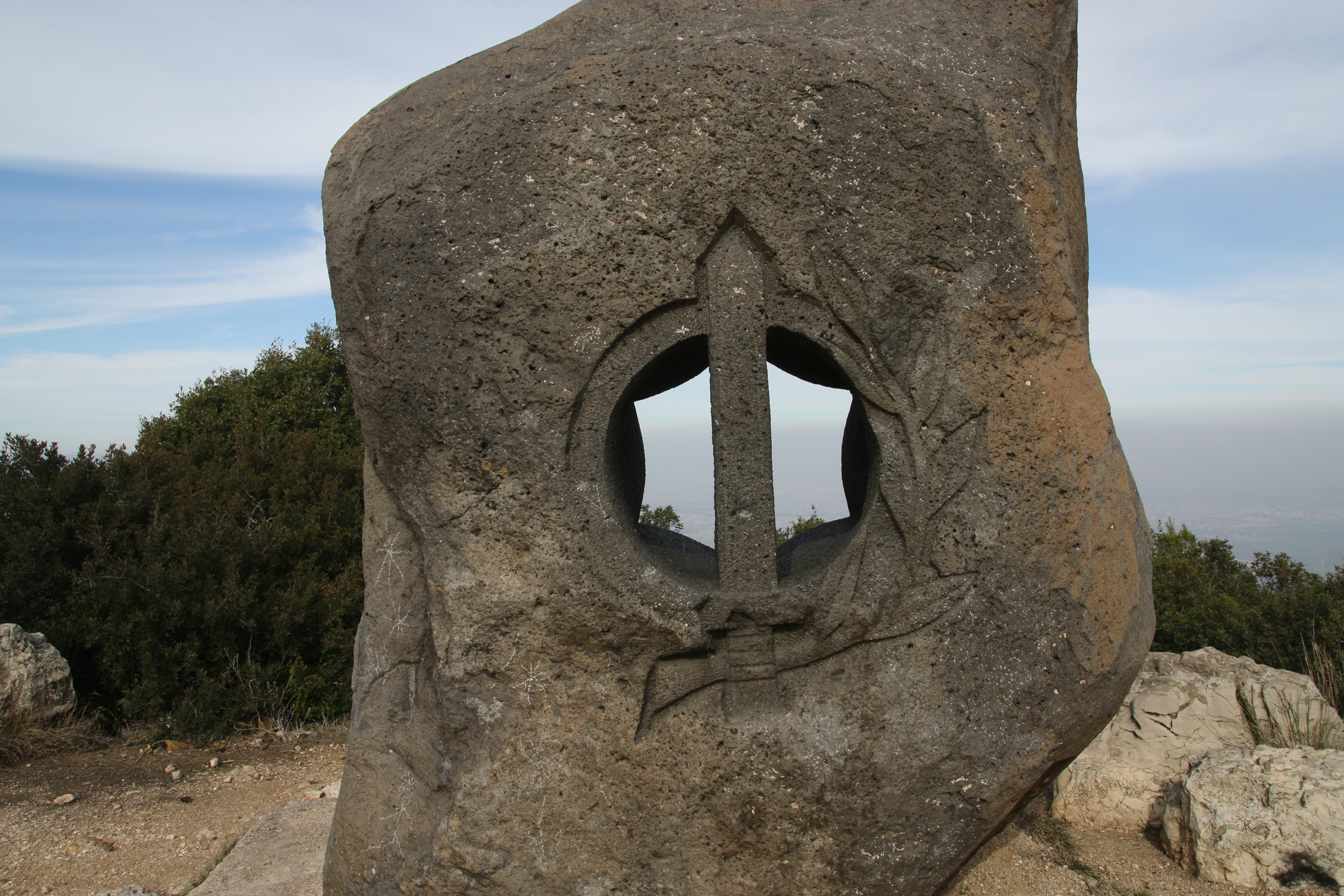
Хагана

Гаґана́ (івр. ההֲגָנָה — Оборона) єврейська партизанська військова організація, існувала з 1920 по 1948 рік в Підмандатній Палестині для захисту єврейських поселень від арабських нападів. Британська влада наклала на діяльність Гаґани заборону, проте це не завадило їй організувати ефективний захист поселень. 
Після виникнення держави Ізраїль, покладена в основу формування Армії оборони Ізраїлю.